# Supreme Art of War
Supreme Art of War debitantski je studijski album talijanskog simfonijskog black metal-sastava Stormlord. Album je u kolovozu 1999. godine objavila diskografska kuća Last Episode.

## O albumu
Supreme Art of War spaja žanrove simfonijskog black metala, melodičnog death metala i ekstremnog power metala. Tekstovi pjesama na ovom album uglavnom se vrte oko teme fantastike, za razliku od naknadnih albuma grupe čiji će se tekstovi više usredotočiti na grčku i rimsku mitologiju.

## Popis pjesama
| 1.    | »Where My Spirit Forever Shall Be«         | 6:21 |
| 2.    | »A Descent into the Kingdom of the Shades« | 5:46 |
| 3.    | »Sir Lorial« (instrumental)                | 2:08 |
| 4.    | »Age of the Dragon«                        | 6:51 |
| 5.    | »War (The Supreme Art)«                    | 5:21 |
| 6.    | »Immortal Heroes«                          | 7:49 |
| 7.    | »Of Steel and Ancient Might«               | 9:32 |
| 8.    | »Outro« (instrumental)                     | 0:50 |
| 44:38 |                                            |      |

## Zasluge
| Stormlord - Pierangelo Giglioni – gitara, zborski vokali - Francesco Bucci – bas-gitara, zborski vokali - Fabrizio Cariani – klavijature - David Folchitto – bubnjevi - Cristiano Borchi – vokali Ostalo osoblje - Christian Ice – produkcija - M. Fabban – naslovnica, omot albuma | Dodatni glazbenici - A. G. Volgar – zborski vokali (na pjesmi 4), vokali, fotografija - Steve Sylvester – zborski vokali (na pjesmi 6), vokali - Valentina di Prima – vokali - Tiziana Timpano – flauta - Elisa Papandrea – violina - Giuseppe "Ciape" Cialone – zborski vokali - Massimiliano Salvatori – zborski vokali - Federico Papandrea – gitara |